# Libín
Libín (německy Libin) je obec ležící v okrese České Budějovice v Jihočeském kraji, zhruba sedm kilometrů jihozápadně od Třeboně a šestnáct kilometrů východně od Českých Budějovic. Žije zde 433 obyvatel.

## Historie
První písemná zmínka o vsi pochází z roku 1366, kdy bratři Petr, Jošt a Jan z Rožmberka koupili od Jana z Landštejna polovici města Třeboně a další majetek včetně Libína (Lubyen). V období feudalismu Libín býval v rukou světských držitelů třeboňského panství vyjma let 1440 až 1567 a 1631 až 1785, kdy náležel klášteru v Třeboni. Po zrušení poddanství je Libín od roku 1850 podnes samostatnou obcí.
V 19. století se poblíž Libína těžila železná ruda.

## Místní části
Obec Libín se skládá ze tří částí na třech katastrálních územích
- Libín (i název k. ú.)
- Slavošovice (k. ú. Slavošovice u Lišova)
- Spolí (k. ú. Spolí u Ledenic)

## Pamětihodnosti
- kaple Nejsvětějšího srdce Ježíšova, na návsi
- lidová architektura
- národní kulturní památka Rožmberská rybniční soustava[4]